# Теодосијева династија
Теодосијева династија била је римска царска династија. Основао ју је цар Теодосије I Велики 379. године. Династија је владала Западним римским царством до 455. године, а Источним до 457. године. 

## Историја
Династију је основао Теодосије I Велики који на престо долази женидбом са Галом, ћерком цара Валентинијана I. Године 395. Царство се дели на Источно и Западно. Теодосија су наследили синови: Хонорије на Западу и Аркадије на Истоку. Последњи владар Западног римског царства Теодосијеве династије био је Валентинијан III. Последњи владар Источног римског царства Теодосијеве династије био је Флавије Маркијан. Породица Теодосија остала је племићка породица у Византији све до 6. века. 

## Цареви Теодосијеве династије
| Слика | Име              | Рођење            | Наследник                  | Владавина                        | Смрт            | Дужина владавине |
| ----- | ---------------- | ----------------- | -------------------------- | -------------------------------- | --------------- | ---------------- |
|       | Теодосије I      | 11. јануар 347.   | Усвојени Валентијанов син  | 1. јануар 379. – 17. јануар 395. | 17. јануар 395. | 16 година        |
|       | Аркадије         | око 377.          | Теодосијев син             | јануар 383. - 1. мај 408.        | 1. мај 408.     | 25 година        |
|       | Хонорије         | 9. септембар 384. | Теодосијев син             | 23. јануар 393. – 15. август 423 | 15. август 423. | 30 година        |
|       | Теодосије II     | 10. април 401.    | Аркадијев син              | јануар 402. – 28. јул 450.       | 28. јул 450.    | 48 година        |
|       | Валентинијан III | 2. јул 419.       | Син Констанција III        | 23. октобар 424 - 16. март 455.  | 16. март 455.   | 31 година        |
|       | Маркијан         | 396.              | Супруг сестре Теодосија II | 450 – јануар 457                 | јануар 457.     | 7 година         |